# ViFaArt
ViFaArt, die virtuelle Fachbibliothek für Gegenwartskunst, Fotografie und Design, wurde zwischen  2001 und 2004 mit Förderung der Deutschen Forschungsgemeinschaft an der Sondersammelgebietsbibliothek für Zeitgenössische Kunst ab 1945 einschließlich Fotografie, Industriedesign und Gebrauchsgrafik der Sächsischen Landesbibliothek – Staats-  und Universitätsbibliothek Dresden aufgebaut und bis Ende 2011 unter diesem Namen betrieben. Benutzer erhielten Zugriff auf Bilder, Bücher, Filme, Internetressourcen sowie Zeitschriftenartikel und Künstlerdaten.

## Neukonzeption
Nach Ablauf der Förderung auch für Arthistoricum.net – Virtuelle Fachbibliothek Kunstgeschichte wurde beschlossen, die bislang getrennten Angebote als virtuelle Fachbibliothek für Kunst unter dem Namen Arthistoricum.net zusammenzuführen. Damit wurden erstmals umfassende Recherchemöglichkeiten für das gesamte kunsthistorische Themenspektrum in einer Plattform ermöglicht.